# En las estrellas
En las estrellas és una pel·lícula espanyola del 2018 escrita i dirigida per Zoe Berriartúa i produïda per Álex de la Iglesia. Fou rodada a les ruïnes de Segòbriga a Conca

## Sinopsi
Després de la mort de la seva dona, Víctor, un director a l'atur, cau en el vòrtex de la depressió ofegant els seus dolors en l'alcohol. Per no arrossegar el seu fill Ingmar a la seva pròpia situació, comença a explicar-li històries fantàstiques.

## Repartiment
- Luis Callejo: Victor
- Jorge Andreu: Ingmar
- José Luis García Pérez: Armando
- Macarena Gómez: Angela

## Distribució
La pel·lícula fou distribuïda per la plataforma Netflix el 31 d'agost del 2018.

## Crítiques
| « | "Encara que la seva estrena pugui contradir al seu argument, tot queda resolt quan un s'adona de l'escassetat de produccions en les quals el seu creador té la llibertat amb la qual Berriatua ha comptat per a portar-nos a la lluna. (…) Puntuació: ★★★ (sobre 5)" | » |

| « | "Els primers minuts (...) no poden ser més imaginatius i precisos. El que ve després, una oda al cinema, a la seva màgia i a la seva creativitat, és encara millor (...) una obra notable." | » |

| « | "Original història que podria resumir-se com una enfebrida declaració d'amor al cinema (...) una posada en escena insòlita que transita amb audàcia (...) una infinita reguera de picades d'ullet cinèfils (…) Puntuació: ★★★ (sobre 5)" | » |

## Premis i nominacions
A la 1a edició dels Premis de l'Audiovisual Valencià va guanyar el premi a la millor música original, al millor vestuari i al millor maquillatge.